# Sex (album de Telex)
Pour les articles homonymes, voir Sex.
Albums de Telex
Neurovision
(1980) Wonderful World
(1984)
Sex est le troisième album du groupe belge Telex sorti en 1981.

## Autour de l'album
- Dans certains pays l'album est renommé Birds & Bees
- L'album a été édité plusieurs fois et a connu des changements au niveau des morceaux
- Les paroles ont été totalement écrites par les Sparks et l'album est entièrement composé par Michel Moers
- ZZ Top, dont Billy Gibbons est un grand fan de Telex, avait l'habitude de terminer leurs concerts en passant la chanson Exercise Is Good For You[1].

## Album original
| No | Titre                           | Durée |
| -- | ------------------------------- | ----- |
| 1. | Brainwash                       | 4:23  |
| 2. | Drama, Drama                    | 3:58  |
| 3. | Haven't We Met Somewhere Before | 3:37  |
| 4. | Long Holiday                    | 2:13  |
| 5. | The Man With the answer         | 3:14  |
| 6. | Carbon Copy                     | 6:33  |
| 7. | Exercise Is Good for You        | 3:36  |
| 8. | Dream-O-Mat                     | 4:15  |
| 9. | Sigmund Freud's Party           | 2:54  |

## Birds & Bees
| No | Titre                           | Durée |
| -- | ------------------------------- | ----- |
| 1. | Mata Hari                       | 3:44  |
| 2. | Dummy                           | 3:47  |
| 3. | Haven't We Met Somewhere Before | 3:37  |
| 4. | Drama, Drama                    | 3:58  |
| 5. | Brainwash                       | 4:23  |
| 6. | L'Amour toujours                | 3:50  |
| 7. | Dream-O-Mat                     | 4:15  |
| 8. | Carbon Copy                     | 6:33  |
| 9. | The Man With the answer         | 3:14  |

Par la suite, les morceaux Mata Hari, Dummy et L'Amour toujours ne furent pas présents sur l'édition CD de l'album. Ils seront néanmoins édités dans le box-set Belgium...One Point.